# 土星日食

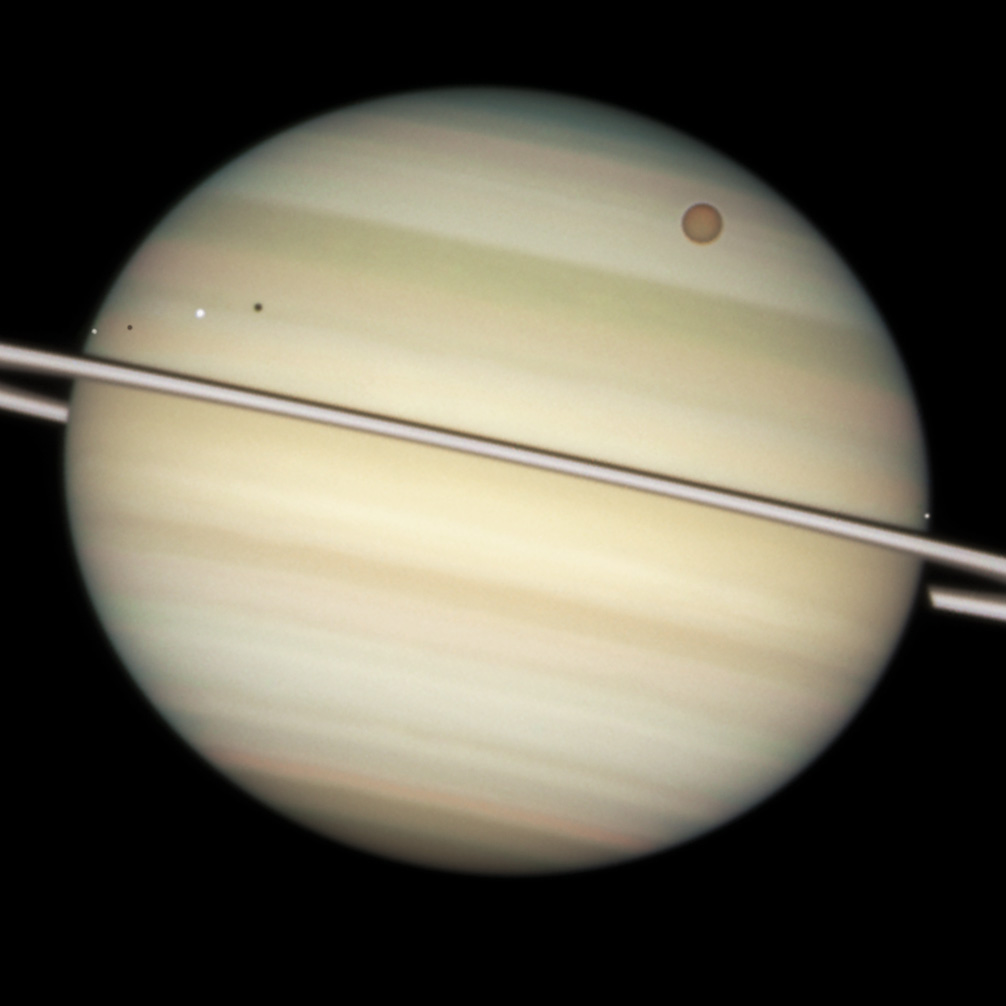
以哈勃太空望遠鏡拍攝四倍土星衛星

土星日食是指任何土星的自然衛星在太阳前方經過時，於土星上能夠看到的一種日食。對於角直徑比太陽更小的天體（衛星），適當的術語是凌。 對於大於太陽表面尺寸的天體，適當的術語則是掩星。土星的其中七顆衛星——土卫十、土卫一、土卫二、土卫三、土卫五、土卫四及土卫六——均足夠大和足夠接近太陽而足以導致土星日食，換句話說，就是在土星上造成本影。大多數較遙遠的衛星除了很小以外，其軌道與土星軌道平面亦有很強烈的傾斜，很少被看作是凌。
相比之下，土星的七個主要衛星的角直徑分別為5-10英尺（土卫一），5-9英尺（土衛二），10-15英尺（土卫三），10-12英尺（土卫四），8-11英尺（土卫五），14-15英尺（土卫六）和1-2英尺（土卫八）。土卫八是土星的第三大衛星，但距離太遠而不能完全遮擋太陽。而土卫十——一顆與土星非常接近的衛星，它的角直徑約為7英尺，這意味著它可以完全覆蓋太陽。
與木星不同，土星有26.7度的傾斜軸。因此，土星上的日食比木星上的日食更為罕見。